# Smardaea
Smardaea es un género de hongos de la familia Pyronemataceae.